# Karel II. Gelderski
Karel II. Gelderski ali Karel Egmondski (Grave, 9. november 1467 - Arnhem, 30. junij 1538), iz rodbine Egmontskih, je bil vojvoda Gelderski in grof Zutphenski od leta 1492 do svoje smrti leta 1538.

## Ozadje
Karel II. Gelderski je bil sin Adolfa Egmontskega, vojvode Gelderskega in grofa Zutphenskega, in Katarine Burbonske. Rodil se je v Grave-ju in odraščal od leta 1473 pod skrbništvom Karla Drznega in pozneje nadvojvode Maksimilijana Avstrijskega, ki ga je 9. aprila 1486 povzdignil v viteza. Umrl je v Arnhemu in je pokopan v cerkvi sv. Evzebija v Arnhemu.
Karel je bil star šest let, ko so burgundske čete pod vodstvom Karla Drznega zavzele Nijmegen. Bil je vzet kot talec in vzgojen na burgundskem dvoru. Kot mlad vitez se je boril v vojski Maksimilijana Avstrijskega proti upornim flamskim mestom in proti Francozom. Spravili so ga v vojnega ujetnika in v letih na francoskem dvoru se je spremenil v zaveznika proti Burgundcem.
Smrt Karla Drznega v bližini Nancyja leta 1477 je pomenila konec burgundske vlade v Geldersu. Gelderžani so imenovali  Adolfovo sestro Katarino za regentko, najprej v korist ujetega Adolfa in po njegovi smrti (1477) v korist njegovega sina, mladega Karla II. Egmondskega, ki je leta 1492 sam sprejel vladavino, potem ko so ga Francozi odkupili iz ujetništva. Po vrnitvi v Gelders je bil Karel počaščen in priznan za vojvodo. Na vrhuncu je njegovo območje obsegalo Vojvodino Gelders, grofijo Zutphen, Overijssel, Drenthe, Frizijo in Groningen (z izjemo nekaj mest). Leta 1520 in 1530 se je Karel imenoval "gospod Groningenski, Ommelandenski, Coevordenski in Drentski".
Karel ni nosil družinskega grba hiše Egmond, temveč, tako kot njegov oče Adolf, sestavljeni grb z Gelderskim in Jülichškim levom. Tako je nakazali svojo posest ali zahteve po deželah Jülich in Geldern. Grb je mogoče najti na kovancih, na okvirju Karlovega portreta in na njegovem grobu v Evzebijevi cerkvi v Arnhemu.

## Gelderske vojne
Med njegovo vladavino so neodvisnost Geldersa ogrožali Habsburžani v osebi cesarja Karla V. Karel II. Gelderski je ob podpori svojega generala Maartena van Rossuma lahko nekaj časa nadaljeval z neenakopravnim bojem, znanim kot Gelderske vojne, a je na koncu moral skloniti glavo. To pomeni pomembno fazo v oblikovanju nizozemske države kot geografske entitete. Karel II. Gelderski je bil pravzaprav zadnji neodvisni fevdalni vladar na Nizozemskem.
Karel je imel velik politični vpogled, njegovi nasprotniki so ga imeli za pretkanega, kar je pomenilo, da je natančno vedel, kdaj mora popustiti in skleniti mir in kdaj prekiniti dogovor. Prav tako mu je uspelo optimalno izkoristiti evropsko razmerje moči s pridobitvijo francoske podpore. Na primer, ni mu bilo mar za poskus posredovanja nemških knezov, ki ga je sam zahteval, ko mu ni bil všeč izid: po njihovem mnenju mu pravno ni pripadal vojvodski naziv.
Leta 1502 je Karel II. Gelderski poskušal prevzeti nadzor nad Huissenom, enklavo vojvodine Kleveške. Mesto je oblegal, a ker Ren teče blizu Huissna, je bil možen ribolov, tako da prebivalci Huissna niso ostali lačni. Po bitki, v kateri so bile gelderlandske čete poražene, je Huissen dobil olajšanje. To se imenuje obleganje in pomoč pri Huissnu in se še vedno praznuje vsako leto.
Leta 1504 Karlu ni preostalo drugega, kot da se preda in sklene mir s Habsburžani v osebi Filipa Lepega. Ta je že leta 1502 osvojil Arnhem. Karel se je moral ponižati v gradu Rozendaal tako, da je pokleknil pred Filipom: "pokleknitev Rozendaala". Pogoj sporazuma je bil, da je bil Karel izgnan iz Geldersa in je moral prebivati v Španiji na španskem dvoru.
Odpotoval je v Antwerpen, da bi se vkrcal, a ko je bila obala leta 1505 spet čista, ker je Filip odšel v Španijo, se je vrnil v Gelders, da bi nadaljeval svojo vladavino kot vojvoda. Ko je leta 1506 v Španiji umrl Filip, je bila Karlova igra pokra nagrajena. V naslednjih letih mu je uspelo premagati čete Marjete Avstrijske, ki jo je za guvernerko imenoval njen oče Maksimilijan Avstrijski, in ponovno osvojiti Gelre kos za kosom.
Leta 1513 so ga Habsburžani morali priznati za vojvodo. Naslednje leto je Karlu uspelo ponovno zavzeti Arnhem s tihotapljenjem vojakov v mesto.

## Karel V.
Leta 1515 se je Karel V. povzpel na španski prestol in Karel II. Gelderski je imel težke čase. Toda zaradi zavezništva s Francijo in bitke, ki so jo Habsburžani morali voditi na drugih frontah, je Karel lahko zdržal dolgo časa.
Leta 1522/1523 mu je uspelo pridobiti Groningen, Drenthe in Frizijo pod svoj vpliv. Njegov vojskovodja Maarten van Rossum je leta 1528 celo oropal Haag, a je po besedah Karla V. in Marjete Avstrijske prestopil mejo. Zbrali so velike sile in istega leta je bil predložen za Gelders neugoden mir v Gorinchemu, ki ni bil podpisan. Gelre je bil spet pod pritiskom in leta 1536 je bila ponovno predložena skoraj enaka pogodba kot pogodba iz Graveja, največja razlika pa je bila v tem, da ni vsebovala odlomka, da se bodo ozemlja vrnila rimskemu cesarju, ko bo vojvoda Geldersa umrl. brez otrok (seveda pomembna točka, saj vojvoda Karel Gelderski ni imel zakonitih otrok).

## Nasledstvo in konec samostojnega Geldersa
Karel se je 7. decembra 1518 v Cellu poročil z Elizabeto Brunswick-Lüneburško (1494 - Geldern, 1572) iz rodbine Welfov, hčerko vojvode Henrika VII. Brunswick-Lüneburškega in Margarete Saške. Ta zakon je ostal brez otrok.
Leta 1538 je zapuščeni in zagrenjeni Karel Gelderski umrl v svoji vojvodski rezidenci na trgu v Arnhemu. Gelders je nato padel v roke vojvode Viljema Kleveškega . Vendar je bil leta 1543 s pogodbo iz Venla prisiljen odstopiti vojvodino Karlu V. To je bilo v nasprotju s sporazumom; toda zaradi smrti Karla Gelderskega in njegove usposobljenosti v političnih in vojaških zadevah Viljem V. Cleveški ni imel druge izbire, kot da se umakne v Jülich in Kleve.
Karlov boj proti Habsburžanom lahko razumemo kot predhodnika osemdesetletne vojne. Navsezadnje se je v vstaji nadaljeval boj lokalnih vladarjev proti oddaljenim tujim vladarjem, ki je bil tudi posledica sporov trnka in trske. Tako kot Viljem Oranski je bil Karel II. Gelderski strpen do ljudi drugih ver.

## Poroka in potomci
Karel iz zakona ni imel otrok. Vendar pa so znani številni njegovi nezakonski sinovi in nezakonske hčere.
- Karel 'starejši' nezakonski Gelderski (ok. 1508-1568) z Ano Roderlojsko (†1539), stadtholder Groningena, gospod Coldenhova v Veluwe (1539), je leta 1548 kot Zwinglian pobegnil na posest Reichenberg blizu Danziga. vojni načelnik mesta Danzig. Poročen 1. leta 1545 z Elizabeto Buning, 2. 5. junija 1565 z Maksimilijano Arenberško, nezakonsko hčerko Johana Ligne-jskega, grofa Arenberškega in stadtholderja Frizije, s katero je imel potomce. Njegova mati se je leta 1517 poročila s Henrikom Steenbergenskim.
- Katarina, nezakonska hči Gelderska (ok. 1511 - Slot Heukelom, 1601) Johane Rietwijck-ške, se je 25. septembra 1532 poročila z Walravenom Arkelskim († 1557), gospodarjem Waardenberga, sinom Otona Arkelskega in Walravine Broekhuizenske. Njena mati se je leta 1517 poročila z Joostom Swietenoskim.
- Karel 'mlajši' nezakonec Gelderski (ok. 1515-21. januar 1576), gospod Spankerenski (1538), se je 4. maja 1538 poročil s Fenne Brockhuysensko († 1592/98), s katero je imel potomce. Geldersweert je prejel kot darilo od očeta ob poroki.
- Peter nezakonski Gelderski († Kampen februar 1566), v sporu grofov leta 1535, vodja lübeck-oldenburške godbe, je imel hčer
- Adolf, nezakonski Gelderski († po 1549). Leta 1544 je prodal svoje pravice do desetine v Groot-Drielu.
- Ana nezakonska hči Gelderska († pred 1568), poročena 1. leta 1520 z Adrijanom Burenskim († 1527) gospodom Aldenhaaga, uradnikom v Nederbetuwe, sodnikom Tiela; 2. s Claesom Vijghom tot Blankenburgom († 1595), gospodarjem Esta, uradnikom v Nederbetuwe. Kupil Aldenhagen od svoje pastorke Elizabete Burenske.

## Slike Karla
- Karel Gelderski - Portret Hendricka Costerja okoli 1638, po originalu Barthela Bruijna, okoli 1518. Muzej Arnhem (GM-02882)
- Notranjost Evzebijeve cerkve v Arnhemu z mavzolejem Karla Gelderskega, 1825, Johannes Jelgerhuis.